# Temaår
Ett temaår är ett år som uppmärksammar ett visst tema.
Ett exempel på temaår är Europaåret för utbildning genom idrott år 2004. 
Även Sveriges regering har temaår, se Svenska regeringens temaår.
FN har instiftat ett antal temaår, se FN:s internationella år.